# ビジネスジャンプ
『ビジネスジャンプ』（BUSINESS JUMP）は、集英社が発行していた日本の青年漫画雑誌。

## 概要
1985年5月31日に月刊誌として創刊した。略称は「BJ」、「ビージャン」。初代編集長は角南攻。1986年3月より月2回刊化、2011年10月5日発売の21・22合併号を以て休刊した。
後継誌の月2回刊誌『グランドジャンプ』と月刊誌『グランドジャンプPREMIUM』は、本誌と同じく月2回刊青年漫画誌であった『スーパージャンプ』との合併の上で新創刊された。
単行本は、創刊当初は〈ビジネスジャンプ・コミックス〉レーベルより発行されていたが、後に〈ヤングジャンプ・コミックス〉のサブレーベル〈ヤングジャンプ・コミックス・BJ〉からの発行となった。

## 連載作品
- 本誌連載作品のみに限り、増刊連載作品は含まない。
- 掲載順は連載開始順とし、連載開始時期が不明のものについては末尾にまとめている。また開始年のみが判明しているものについては各年の末尾に記載する。
- 「←」は移籍元の、「→」は移籍先の雑誌を示す。

### 1980年代年開始
- セルロイドナイト（矢野健太郎）1985年創刊号 - 1986年1号
- 一本包丁満太郎（ビッグ錠）1985年創刊号 - 1996年10号
- もんもんアカデミー（フルヤヒロム）1985年1号 - 1987年11号
- マネーウォーズ（宮川総一郎）1985年10月号 - 1989年14号
- 新いっしょけんめいハジメくん（コンタロウ）1986年 - 1990年
- FROM C（棟居仁、画：矢野健太郎）1986年2号 - 1987年2号
- ちゃんねるアホリズム（山科けいすけ）1986年4号 -
- 黒大黒（石ノ森章太郎）1986年4号 - 1986年21号
- 男弐（作：小池一夫、画：伊賀一洋）1986年5号 - 1990年8号
- ワンルームストーリー（サキヒトミ）1986年23号 - 1992年7号
- 力王 RIKI-OH（原作：鷹匠政彦、漫画：猿渡哲也）1987年13号 - 1990年18号
- 鬼狩獣（矢野健太郎）1987年16号 - 1988年12号
- 風が舞う（石川サブロウ）1987年1号 - 1987年21号
- イケナイBOY（須磨ヨシヒロ）1987年22号 - 1991年1号
- どんたっち! 瞳子（千倉由紀夫）1987年4号 - 1989年1号
- かってに志土（吉村哲也）1988年24号 - 1990年13号
- 九龍の牙（作：荒井涼助、画：やまだ哲太）1989年3号 - 1989年16号
- 博多風雲録（春日光広）1989年4号 - 1990年23号
- 逢いたくて（くさのあきひろ）1989年19号 - 1990年21号
- メスよ輝け!!（原作：高山路爛、漫画：やまだ哲太）1989年22号 - 1994年14号

### 1990年代前半開始
- 童乩〈タンキー〉（原作：石川優吾、漫画：荒井涼助）1990年8号 - 1992年2号
- 甘い生活（弓月光）1990年11号 - 2011年21・22合併号、→『グランドジャンプ』[4]
- オークション・ハウス（原作：小池一夫、漫画：叶精作）1990年13号 - 2003年6号
- 猛き黄金の国（本宮ひろ志）1990年18号 - 1992年4号
- ザ・ハード（猿渡哲也）1990年19号 - 1996年9号
- 銃夢（木城ゆきと）1991年3号 - 1995年10号
- 神の拳（大島やすいち）1991年7号 - 1992年1号
- 風牙（鶴田洋久）1991年13号 - 1991年24号
- 駿河の雷太（塩崎ユウジ）1991年18号 - 1992年9号
- なつきクライシス（鶴田洋久）1992年2号 - 1997年17号、←『ベアーズクラブ』
- 僕はミニに恋してる（みやすのんき）1992年3号 - 1993年23号
- 男達のエレジー（作：新井龍司、画：田中つかさ）1992年17号 - 1993年11号
- 時には薔薇の似合う少女のように（中島史雄）1992年23号 - 1997年8号
- ウッシーとの日々（はた万次郎）1993年x号 - 1999年x号
- 湾（竜崎遼児）1994年3号 - 1994年20号
- ノーサイド（池田文春）1994年4号 - 1996年17号
- 夢で逢えたら（山花典之）1994年5号 - 2000年3号
- はてな（高橋和男）1994年12号 - 1995年6号
- 優駿たちの蹄跡（やまさき拓味）1994年21号 - 2001年4号、→増刊
- 三匹の貧乏人（二宮亮三）1995年1号 - 1996年23号
- GTロマン（西風）1995年2号 - ←『季刊ベアーズクラブ』
- Women（村生ミオ）1995年8号 - 2000年17号
- ほっといてよ!ママ（富田安紀良）1995年13号 - 1999年17号

### 1990年代後半開始
- SEED（原作：ラデック・鯨井、漫画：本庄敬）1996年1号 - 1999年12号
- BRAINS -コンピュータに賭けた男たち-（原作：伊藤智義、漫画：久保田眞二）1996年11号 - 1997年7号
- 天空の門（菊池としを）1996年12号 - 1999年1号、←『増刊』
- はたらくおねえさん（後藤ユタカ）1996年13号 - 2005年
- あばれブン屋（猿渡哲也）1996年18号 - 2001年10号
- 私立探偵 濱マイクシリーズ（原作：林海象、漫画：井上紀良）1996年20号 - 1998年11号
- Karen（塩崎雄二）1997年7号 - 1998年2号
- BAR来夢来人（池田文春）1997年13号 - 2002年21号
- イエスタデイをうたって（冬目景）1998年1号 - 、→『グランドジャンプ』、不定期連載
- 弁天様には言わないで（鶴田洋久）1998年3号 - 1999年17号、→増刊
- セックスレス（村生ミオ）1998年14号 - 1999年13号
- 損害保険調査員ゴリ（愛馬広秋）1998年14号 - 2003年14号
- 人形町酒肴譚おしどりちどり（森本サンゴ）1998年23号 -
- ONE OUTS（甲斐谷忍）1998年24号 - 2009年3号
- きんぴか（原作：浅田次郎、漫画：片山誠）1998年 - 2000年
- ホゲホゲ日記（中島史雄）1998年 - 1999年
- アウトサイダー東宗介（原作：周良貨、漫画：森田信吾）1999年11号 -
- カンブリアン（三山のぼる）1999年12号 - 2000年14号
- 猛き黄金の国 道三（本宮ひろ志）1999年18号 - 2001年19号
- 警視総監アサミ（原作：近藤雅之、漫画：有賀照人）1999年21号 - 2006年15号
- (株)〜かっこかぶ〜（渡辺電機(株)）1999年 - 2005年

### 2000年代前半開始
- Refrain（中島史雄）2000年2号 - 2002年20号
- 神々の山嶺（原作：夢枕獏、漫画：谷口ジロー）2000年5号 - 2003年7号
- 彼女が死んじゃった。（一色伸幸、おかざき真里）2000年11号 - 2001年1号、→『BJ魂』
- 臨床心理士聖徳太一（story：香川まさひと、art：松村陽子）2000年15号 -
- 柳生十兵衛死す（原作：山田風太郎、作画：石川賢）2000年21号 -
- 男の時間（村生ミオ）2001年3号 - 2004年22号
- 麗羅（原案：山田ゴメス、漫画：三山のぼる）2001年15号 -
- 怨み屋本舗（栗原正尚）2001年19号 - 2007年18号、←増刊
- 押忍!! スーパーあけぼの精肉部（さかしこ憲周）2002年2号 - 2002年19号
- いっしょけんめいハジメくん（コンタロウ）2002年8号 -
- 監査役野崎修平 銀行大合併編（原作：周良貨、漫画：能田茂）2002年17号 - 2003年19号、←『MANGAオールマン』
- 戦海の剣-死闘（天沼俊）2002年18号 - 2004年20号、←『MANGAオールマン』
- P女子寮のネコである（とみさわ千夏）2002年18号 - 2007年13号、←『MANGAオールマン』
- 異形人おに若丸（猿渡哲也）2002年24号 - 2004年8号
- 俺の空'03（本宮ひろ志）2003年4号 - 2004年4号
- 女子大生会計士の事件簿 公認会計士萌ちゃん（原作：山田真哉、漫画：高野洋）2003年18号 - 2004年24号
- 頭取野崎修平（原作：周良貨、漫画：能田茂）2003年20号 - 2007年3号『監査役野崎修平 銀行大合併編』の続編
- 法の庭（原作：田原成貴、作画：能田茂）2004年1号 - 2004年4号、→『週刊ヤングジャンプ』
- 鬼堂龍太郎・その生き様（田中圭一）2004年7号 - 2006年18号
- DOKURO -毒狼-（猿渡哲也）2004年12号 - 2005年20号
- ミステリー民俗学者 八雲樹（原作：金成陽三郎、漫画：山口譲司）2004年15号 - 2004年22号、←『週刊ヤングジャンプ』
- 島根の弁護士（原作：香川まさひと、作画：あおきてつお）2004年16号 - 2008年16号
- 嬢王（原作：倉科遼、漫画：紅林直）2004年18号 - 2008年5号

### 2000年代後半開始
- オレンジ屋根の小さな家（山花典之）2005年8号 - 2008年1号
- 紅壁虎（山本貴嗣）2005年9号 -
- モンキーピープル（釋英勝）2005年11号 - 2007年21号、→『BJ魂』
- 桜2号（たけやまたけを）2005年12号 - 2006年2号
- ホスト一番星（小田原ドラゴン）2005年14号 - 2007年8号
- がばい -佐賀のがばいばあちゃん-（原作：島田洋七、漫画：石川サブロウ）2005年16号 - 2010年4号
- 吉原のMIRAIさん（原作：真倉翔、作画：真里まさとし）2005年18号 - 2006年9号
- 官能小説家（村生ミオ）2005年19号 - 2006年16号
- ラブラドール・和田ラヂヲ（和田ラヂヲ）2005年21号 - 2011年21・22合併号
- 手騎-テキ-（やまさき拓味）2005年24号 - 2007年7号
- 殴人K（なぐりびとケイ）（原作：宮崎克、作画：あだちつよし）2006年2号 - 2006年12号
- シードラゴン（原案：SIGプロダクション、作画：金丸昇司）2006年6号 - 2006年14号
- 昼まで寝太郎（本宮ひろ志）2006年7号 - 2008年16号
- セイギのトビラ（山口譲司）2006年8号 - 2007年23号
- 探偵事務所5"（原作：徳永富彦、漫画：桐木憲一）2006年10号 - 2006年22号
- 株主爽快（漫画：橘かおる、助っ人：山田真哉）2006年11号 -
- swing-style（唯登詩樹）2006年12号 - 2007年17号各号
- 密林少年 〜ジャングル・ボーイ〜（原作：アキ・ラー、漫画：深谷陽）2006年13号 - 2007年5号
- 傷だらけの仁清（猿渡哲也）2006年18号 - 2011年21・22合併号
- 女帝 薫子（倉科遼、和気一作）2006年19号 - 2007年16号
- ソムリエール（原作：城アラキ、漫画：松井勝法）2006年23号 - 2011年21・22合併号、→『グランドジャンプ』Web
- 世にも奇妙な漫☆画太郎（漫☆画太郎）2007年1号 -
- ハレンチ学園 〜ザ・カンパニー〜（原案：永井豪、作画：有賀照人）2007年7号 - 2008年10号
- 現代美人妻図鑑（村生ミオ）2007年8号 - 2007年22号、→『BJ魂』
- TRACKER 大神冬馬（原作：金成陽三郎、漫画：野間ろっく）2007年9号、2007年18号 - 2008年13号
- Dr.検事モロハシ（能田茂）2007年10号 - 2008年9号
- 霊能力者 小田霧響子の嘘（甲斐谷忍）2007年12号 - 2011年21・22合併号月1連載、→『グランドジャンプ』[5]
- 桜田ファミリア（小田原ドラゴン）2007年13号 - 2008年7号
- モノクロームジェット（熊谷カズヒロ）2007年17号 - 2008年3号
- 怨み屋本舗 巣来間風介（栗原正尚）2007年20号 - 2009年8号
- 爆麗音（原作：佐木飛朗斗、漫画：山田秋太郎）2007年23号 - 2009年21号、→『BJ魂』
- ノエルの気持ち（山花典之）2008年2号 - 2010年6号
- 大空者（原作：天王寺大、漫画：井上紀良）2008年10号 - 2008年18号
- SOLEIL 〜ソレイユ〜（原作：倉科遼、漫画：紅林直）2008年11号 - 、→『BJ魂』
- くノ一魔宝伝（山口譲司）2008年12号 - 2010年14号
- ばりごく麺（能條純一、監修：はんつ遠藤）2008年13号 - 2009年23号
- ハンサム★スーツ（原作：鈴木おさむ、脚本：樫田正剛、漫画：有賀照人）2008年14号 - 2009年5号
- シャトゥーン 〜ヒグマの森〜（原作：増田俊也、漫画：奥谷通教）2008年15号 - 2009年14号
- 水島新司野球傑作選（水島新司）2008年17号 - 2009年17号、不定期連載
- まだ、生きてる…②（本宮ひろ志）2009年4号 - 12号
- クースー! 〜さくらと秋奈 夢の酒〜（あおきてつお）2009年7号 - 2010年1号
- 怨み屋本舗 REBOOT（栗原正尚）2009年9号 - 2011年21・22合併号、→『グランドジャンプ』[6]
- 瞬きのソーニャ（弓月光）2009年10号 - 、→『グランドジャンプ』、不定期連載
- 嬢王 Virgin（原作：倉科遼、漫画：紅林直）2009年11号 - 2010年19号
- 珍遊記2（漫☆画太郎）2009年12号 - 2010年18号
- ホッとひと宿（高倉あつこ）2009年13号 - 2010年19号、2009年24号より通常連載（当初不定期）
- 研修医少女 〜レジデント・ガール〜（桐木憲一）2009年19号 - 2010年9号
- ダシマスター（原作：早川光、漫画：松枝尚嗣）2009年20号 - 2011年21・22合併号、→『グランドジャンプ』
- マンキツ（春輝）2009年23号 - 2011年21・22合併号、←『BJ魂』より移籍月1連載、→『グランドジャンプ』、月1連載

### 2010年代開始
- 阿呆鳥の唄（高橋のぼる）2010年1号 - 2010年、不定期連載
- シュセンドー（原作：金成陽三郎、漫画：安達哲）2010年2号 - 11号
- 猛き黄金の国 柳生宗矩（本宮ひろ志）2010年9号 - 2011年9号
- オトメの帝国（岸虎次郎）2010年17号 - 2011年21・22合併号、→『グランドジャンプ』Web
- My doll house（唯登詩樹）2010年17号 - 2011年21・22合併号『BJ魂』より移籍、月1連載、→『グランドジャンプ』Web
- 江戸川乱歩 異人館（江戸川乱歩全集（光文社）より、漫画：山口譲司）2010年19号 - 2011年21・22合併号、→『グランドジャンプPREMIUM』、2010年24号より通常連載（当初不定期）
- 妄想メガネ（あずまゆき）2010年19号 - 2011年21・22合併号、不定期連載、→『グランドジャンプ』Web
- ぼくの体はツーアウト（よしたに）2010年20号 - 2011年21・22合併号、→『グランドジャンプ』
- GOLDEN BOY II（江川達也）2010年20号 - 2011年12号
- シンバシノミコ（光永康則）2010年21号 - 2011年21・22合併号、→『グランドジャンプPREMIUM』『BJ魂』より移籍
- 世界に大自慢したい日本の会社（原作：坂本光司、漫画：こせきこうじ、企画：平沢たかゆき）2010年21号 - 、→『グランドジャンプ』、不定期連載
- 幼な妻マープルの事件簿（遊人）2010年22号 - 2011年14号
- 白衣のカノジョ（日坂水柯）2010年24号 - 2011年21・22合併号月1連載、→『グランドジャンプPREMIUM』
- 魔法少女☆コンプレックス（岩村月子）2011年6号 - 2011年21・22合併号
- セント・メリーのリボン 〜猟犬探偵〜[7]（原作：稲見一良、漫画：谷口ジロー）2011年7号 - 同年17号、→『グランドジャンプPREMIUM』[8]
- だんじり（監督：清原和博、脚本：工藤晋、漫画：コウノコウジ）2011年8号 - 2011年21・22合併号[9]
- さくら三姉妹（咲良）2011年10号 - 2011年21・22合併号
- となりのツァラトゥストラさん（大和田秀樹）2011年11号 - 2011年21・22合併号
- GUY〜移植病棟24時〜（原作：加藤友朗、漫画：安藤慈朗）2011年12号 - 2011年21・22合併号、→『グランドジャンプ』
- 俺の空〈刑事編〉（本宮ひろ志）2011年15号 - 2011年21・22合併号、→『グランドジャンプ』、過去に『週刊ヤングジャンプ』で連載
- るべどの奇石（室井まさね）2011年2号 - 2011年21・22合併号、2011年9号より通常連載（当初不定期）

### 開始時期不明
- 黄昏のイエスマン（ザビエル山田）1990年頃 - 2007年18号
- ツチノコ太郎（佐々木崇）2005年頃
- みんなのお仕事（田中ガス）

連載作品ではないが、「山田一郎」という読者投稿ページが1990年代後半から2000年頃まで存在した。

## 映像化
| 作品         | 公開年          | 配給         | 備考    |
| ------------ | --------------- | ------------ | ------- |
| 夢で逢えたら | 1998年          | J.C.STAFF    | OVAあり |
| ONE OUTS     | 2008年 - 2009年 | マッドハウス |         |

| 作品             | 発売年          | アニメーション制作           | 備考 |
| ---------------- | --------------- | ---------------------------- | ---- |
| 力王             | 1989年 - 1990年 | マジックバス                 |      |
| ドッグソルジャー | 1989年          | アニメイトフィルム J.C.STAFF |      |
| 一本包丁満太郎   | 1991年          | アニメイトフィルム           |      |
| マネーウォーズ   | 1991年          | ガイナックス                 |      |
| 銃夢             | 1993年          | アニメイトフィルム           |      |
| なつきクライシス | 1994年          | マッドハウス                 |      |
| ザ・ハード       | 1996年          | J.C.STAFF                    |      |

| 作品                         | 放送年                        | 制作                          | 備考                           |
| ---------------------------- | ----------------------------- | ----------------------------- | ------------------------------ |
| ほっといてよ!ママ（ドラマ）  | 2000年（第1作）               | N/A                           |                                |
| ほっといてよ!ママ（ドラマ）  | 2001年-2002年（第2期、第3期） | N/A                           |                                |
| 彼女が死んじゃった。         | 2004年                        | 日本テレビ                    |                                |
| ミステリー民俗学者 八雲樹    | 2004年                        | テレビ朝日                    |                                |
| 嬢王                         | 2005年（第1作）               | テレビ東京 共同テレビ         |                                |
| 嬢王                         | 2009年（第2作）               | テレビ東京 共同テレビ         |                                |
| 嬢王                         | 2010年（第3作）               | テレビ東京 共同テレビ         |                                |
| 怨み屋本舗（ドラマ）         | 2006年（第1期）               | テレビ東京 テレビマンユニオン | SPあり                         |
| 怨み屋本舗（ドラマ）         | 2009年（第2期）               | テレビ東京 テレビマンユニオン | SPあり                         |
| 桜2号                        | 2006年                        | 朝日放送                      |                                |
| 島根の弁護士                 | 2007年（SP）                  | フジテレビ                    |                                |
| 女帝 薫子                    | 2010年                        | テレビ朝日 MMJ                |                                |
| 霊能力者 小田霧響子の嘘      | 2010年                        | テレビ朝日 ホリプロ           |                                |
| Dr.検事モロハシ              | 2012年（SP1）                 | フジテレビ                    |                                |
| Dr.検事モロハシ              | 2014年（SP2）                 | フジテレビ                    |                                |
| 監査役野崎修平（韓国ドラマ） | 2018年（国内ドラマ）          | WOWOW                         |                                |
| 監査役野崎修平（韓国ドラマ） | 2019年（韓国ドラマ）          | MBCドラマプロダクション       | 日本版（国内ドラマ）のリメイク |
| 頭取野崎修平                 | 2020年                        | WOWOW                         |                                |

| 作品         | 公開年 | 配給                         | 備考     |
| ------------ | ------ | ---------------------------- | -------- |
| 力王         | 1991年 | ヒーローコミュニケーションズ | 香港映画 |
| 銃夢（映画） | 2019年 | 20世紀フォックス             |          |

| 作品         | 発売年 | 配給 | 備考 |
| ------------ | ------ | ---- | ---- |
| あばれブン屋 | 1998年 | 日活 |      |

## 発行部数
- 2004年（2003年9月 - 2004年8月） 416,875部[10]
- 2005年（2004年9月 - 2005年8月） 376,667部[10]
- 2006年（2005年9月 - 2006年8月） 375,208部[10]
- 2007年（2006年9月 - 2007年8月） 366,042部[10]
- 2008年（2007年10月 - 2008年9月） 359,792部[10]

|        | 1〜3月     | 4〜6月     | 7〜9月     | 10〜12月   |
| ------ | ---------- | ---------- | ---------- | ---------- |
| 2008年 |            | 360,000 部 | 356,667 部 | 347,500 部 |
| 2009年 | 329,167 部 | 320,000 部 | 315,834 部 | 304,667 部 |
| 2010年 | 286,667 部 | 280,000 部 | 270,000 部 | 270,000 部 |
| 2011年 | 266,000 部 | 238,500 部 | 238,500 部 |            |

## 増刊
エクストラビージャン（EXTRA BJ）
1990年代に発売されていた。「どす恋ジゴロ」、「怨み屋本舗」（のち本誌に移籍）などが連載された。
BJ魂（ビージャンこん）
2001年5月22日に第1号が発売され、2010年7月27日発売の54号まで続いた。